# Gezicht op een dorp aan een rivier
Gezicht op een dorp aan een rivier is een schilderij door Jan Brueghel de Oude in het Rijksmuseum in Amsterdam.

## Voorstelling
Het stelt een rivierlandschap voor met links op de oever hoge bommen met daartussen een aantal huizen. Aan de waterkant zijn verschillende bootjes afgemeerd. Op de achtergrond zijn de contouren van een stad zichtbaar. Van Jan Brueghel de Oude zijn talloze van deze landschapjes bekend. Deze schilderijen zijn allemaal variaties op hetzelfde thema en waren bedoeld voor de vrije markt. In het verleden werd het werk gezien als pendant van Gezicht op een stad aan een rivier van Brueghel de Oude.

## Toeschrijving en datering
Het schilderij is linksonder gesigneerd en gedateerd ‘Brveghel / 1604’.

## Herkomst
Het werk wordt voor het eerst gesignaleerd samen met Gezicht op een stad aan een rivier op een anonieme verkoping (inbrenger Cornelis Ploos van Amstel) op 9 april 1783 bij veilinghuis Philippus van der Schley in Amsterdam. Beide werken werden toen voor 300 gulden gekocht door de Rotterdamse verzamelaar Gerrit van der Pot.
Het werd op 6 juni 1808 eveneens samen met de pendant als één lot aangeboden op de boedelveiling van Van der Pot in Rotterdam. Dit lot werd toen voor 180 gulden gekocht door J.J. de Wit voor het Koninklijk Museum, de voorloper van het Rijksmuseum Amsterdam.